# Polyalthia obtusa
Polyalthia obtusa este o specie de plante din genul Polyalthia, familia Annonaceae, descrisă de William Grant Craib. Conform Catalogue of Life specia Polyalthia obtusa nu are subspecii cunoscute.